# Elección de alcalde de Rancagua de 2004
Las elecciones municipales en Rancagua de 2004 tuvieron lugar el domingo 31 de octubre de dicho año.

## Candidaturas
En estas elecciones se enfrentaron cuatro candidaturas a alcaldes, de las coaliciones tradicionales: Concertación por la Democracia y Alianza, la candidatura del Juntos Podemos y la candidatura independiente, fuera de pacto, del concejal Claudio Sule Fernández.

### Alianza
La Alianza conformada por los partidos Renovación Nacional y la Unión Demócrata Independiente determinaron apoyar la candidatura alcaldicia del edil en ejercicio, Pedro Hernández Garrido, optando a la reelección. 

### Concertación por la Democracia
La oposición comunal, entonces oficialismo en el gobierno, decidió optar a la alcaldía de Rancagua con el ex Gobernador de Cachapoal, el demócrata cristiano Carlos Arellano Baeza, quien logra en definitiva quedarse con la alcaldía tras una reñida disputa electoral.

### Juntos Podemos
El pacto de la izquierda extraparlamentaria, compuesto por el Partido Humanista, el Partido Comunista y la Izquierda Cristiana, deciden levantar la candidatura de la dirigenta social Valentina Acosta Galaz, militante humanista.

### Candidatura independiente
El concejal ex PRSD, Claudio Sule Fernández se levanta como candidato independiente, al no poder conseguir la nominación de su colectividad para la alcaldía de Rancagua, ya que a raíz de las negociaciones al interior de la Concertación Democrática le dieron el cupo a la Democracia Cristiana. De esta forma, Sule reúne la firmas requeridas por el SERVEL y logra inscribir una opción fuera de cualquier pacto.

## Resultados
De acuerdo al orden de la papeleta electoral:
|  | 4,30 % |

|  | 36,63 % |

|  | 43,83 % |

|  | 15,24 % |